# Настъпление в Уеска
Настъплението в Уеска е републиканска офанзива, която се провежда между 12 и 19 юни 1937 г. по време на Гражданската война в Испания.
Унгарският писател и комунистически командир Мате Залка е убит по време на битката.

## Прелюдия
През април 1937 г. националистите започват офанзива срещу контролираната от републиканците провинция Бискай и до края на май наварските войски достигат източната страна на отбраната на Билбао. След това републиканското правителство решава да започне две офанзиви на Арагонския и Мадридския фронт, за да отклони националистическите войски.

## Настъплението
Републиканското правителство решава да предприеме атака срещу град Уеска, контролиран от националистите. След майските дни републиканските сили на Арагонския фронт са реорганизирани и републиканското правителство създава нова армия на Изтока. Тази сила, под командването на генерал Посас, е подсилена с XII Интернационална бригада, водена от генерал Мате Залка, и четири бригади от централния фронт. Републиканските сили превъзхождат числено националистическите сили, обсадени в Уеска, но националистическите войски са добре окопани и републиканските нямат достатъчно артилерия и бронирана подкрепа.
Атаката срещу Уеска започва на 12 юни, водена от Залка. Републиканските войски, атакуващи през открит терен, са унищожени от картечния и артилерийския огън на националистите. Освен това същия ден Залка е улучен от националистически снаряд и умира. Офанзивата е първото действие на батальона „Ракоши“ (288 души). Батальонът попада в капан от картечен огън и губи една четвърт от хората си. Техният командир Акош Хевеши и политическият комисар Имре Тар са убити на фронта. На 16 юни републиканските войски атакуват селата Алере и Чимиляс, но атаката е отблъсната от националистическите войски. На 19 юни националистите влизат победоносно в Билбао и настъплението е прекратено след други два дни на неуспешни републикански нападения.

## Последица
Републиканските войски имат тежки загуби (според Бивър, 9 000), главно анархисти и членове на Работническа партия за марксистко обединение. Неуспешната офанзива след майските дни в Барселона увеличава пораженството и подозренията сред републиканските войски в Арагон.